# モルドバ関係記事の一覧
モルドバ関係記事の一覧（モルドバかんけいきじのいちらん）
- モルドバ出身の人物についてはモルドバ人の一覧を参照。

## 英記号
- .md（国別コードトップレベルドメイン）
- AAヨーロッパ野球選手権大会
- CISカップ　- サッカーの国際大会の一. 1993年から2016年まで開催されていた
- E58号線
- FCアカデミア・キシナウ
- FCイスクラ・スタリ
- FCコスチュラニ（イタリア語版、ルーマニア語版、英語版、フランス語版）
- FCサクサン
- FCザリア・バルツィ
- FCシェリフ・ティラスポリ
- FCジンブル・キシナウ
- FCダチア・キシナウ
- FCディナモ＝アウト・ティラスポリ
- FCノーロック・ニモレニ（ルーマニア語版、英語版）
- FCベリス
- FCミルサミ・オルヘイ
- FIBAヨーロッパ
- GUAM
- ICAO空港コードの一覧#LU – モルドバLR（モルドバの空港コード）
- INOGATE - 国際エネルギー協力プログラム
- ISO 3166
  - ISO 3166-1
  - ISO 3166-2
  - ISO 3166-2:MD - ISOに記録されているモルドバの行政区分のコード
- MT-LB - 汎用装軌装甲車両。かつてのソビエト連邦で開発された軍用車両の一つで、軽戦車の特徴が各所に見られる
- NIS諸国

## あ行
- アメリカ合衆国国務省ヨーロッパ・ユーラシア局 - 担当する国と地域の1つにモルドバが該当している
- イラク戦争 - 一時期に参加していたものの短期間で撤収している
  - イラク駐留軍
- ウィーン議定書
- ウォールズ・アイスクリーム - ヨーロッパの企業ユニリーバの部門の一. モルドバに展開している
- ウクライナ - モルドバの隣国であり、歴史上ロシアと共に接点を持つ
- ヴラフ人
- ウルサリ - ロマの一部。伝統的に動物の調教を生業とする放浪民を指す。バルカン・ロマ語の1方言の名称としても用いられている
- 永世中立国 - モルドバは憲法により1994年に「永世中立」を宣言している
- エネルギー憲章に関する条約
- エフェス - 飲料企業。トルコ・イスタンブールに本社を置いており、モルドバを始めとする世界16ヶ国にブルワリーを保有している。主力商品であるビールのブランド名でもある
- エミル・ラコヴィツァ洞窟（ルーマニア語版） - 同国最大の洞窟。洞窟内における岩盤は石灰岩が主体となっており、長さは世界26位（世界各地に点在する石灰岩洞窟では3位）
- 沿ドニエストル共和国
  - 沿ドニエストル共和国の行政区画
  - 沿ドニエストル共和国の国章
  - 沿ドニエストル共和国の国旗
  - 沿ドニエストル共和国勲章（ルーマニア語版）
  - 沿ドニエストル鉄道
  - 沿ドニエストル・ルーブル
- 沿ドニエストル地域
- 欧州安全保障協力機構
- 欧州近隣政策
- 欧州サッカー連盟 - ヨーロッパ各国・地域協会を統括する、国際サッカー連盟傘下のサッカー大陸連盟。略称『UEFA』。モルドバはその加盟国の一国である
  - UEFA欧州選手権
  - UEFA EURO '96予選
  - UEFA EURO 2000予選
  - UEFA EURO 2004予選
  - UEFA EURO 2008予選
  - UEFA EURO 2012予選・グループE
  - UEFA EURO 2016
  - UEFA EURO 2016予選
  - UEFA EURO 2016予選・グループG
  - UEFA U-17欧州選手権2002
  - UEFA U-17欧州選手権2003 - モルドバから主審が参加している
  - UEFA U-17女子選手権2009
  - UEFA U-21欧州選手権2007 (予選)
  - UEFA U-21欧州選手権2017 (予選)
  - UEFA U-21欧州選手権2017 (予選)・グループ1
  - UEFAジュビリーアウォーズ
  - UEFAネーションズリーグ
    - UEFAネーションズリーグ2018-19
- 欧州自動車道路 - 欧州各国の国境を跨る形で存在する道路であり、ヨーロッパの国際的な道路網となっている。別名に『ヨーロッパハイウェイ』、『欧州道路』、『国際E-ロードネットワーク』がある
- 欧州左翼党
- 欧州水泳連盟
- 欧州・大西洋パートナーシップ理事会
- 欧州統合
- 欧州バレーボール連盟
- 欧州評議会 - 同国は1995年6月26日に同評議会の正会員として承認され、1995年7月13日に加盟している
- 欧州標準化委員会 - パートナー標準化団体としてモルドバが加盟している
- 欧州電気通信標準化機構
- 欧州復興開発銀行
- 欧州野球連盟
- 欧州連合 - 正式な加盟国ではないが、潜在的加盟候補国の1ヶ国として挙げられている
- オスマン帝国 - かつて存在していた国の一つであり、現在のトルコの前身となっている。モルドバの前身の一つである「モルダビア公国」はこの国の支配下に置かれていた
- オリンピックのEUN選手団 - 1994年に加盟
- オリンピックのモルドバ選手団

## か行
- ガガウズ自治区
- ガガウズ人
  - ガガウズ語
- 核拡散防止条約
- カーシャ - 東欧の代表的な家庭料理
- 各年のモルドバの一覧（英語版）
- キシナウ - 首都
- キシナウ駅 - キシナウの鉄道駅
  - キシナウ駅占領事件 (1918年) - 1918年に同駅で発生した事件。この事件はかつてのルーマニア王国軍が介入したものである
- キシナウ音楽院（ルーマニア語版、ウクライナ語版） - キシナウにある高等教育機関の一つ。同国の音楽芸術劇場としても機能している。正式名は「キシナウ国立音楽院」
- キシナウ市役所（ルーマニア語版、英語版）
- キシナウ国際空港
- キシナウ・ジャーナル（ルーマニア語版、英語版） - 同国の新聞の一つ。2019年まで発行されていた
- 北大西洋条約機構 - 北大西洋条約に基づき北米各国およびヨーロッパ諸国によって結成された軍事同盟。略称『NATO』。モルドバは1994年3月16日に、この同盟のPFP加盟国となっている
  - 個別パートナーシップ行動計画（英語版）
- キプチャク草原
- 教師の日
- 共和国勲章（ルーマニア語版、英語版）
- キリスト教民主党
- キリル文字 - モルドバではソ連時代の名残から、ラテン文字と併用する形でこの文字を利用している
  - キリル文字一覧
  - Ӂ
  - ルーマニア語キリル文字（ルーマニア語版、英語版） - ブルガリア語アルファベットに基づき作成されている。14世紀～15世紀にルーマニア語アルファベットを使うことが禁じられたため、ルーマニア語を執筆する際に用いられていた
- ククテニ文化 - 東ヨーロッパの考古文化。紀元前5500年～2750年頃に栄えた文化である
- クパ・モルドヴェイ
- 熊使い
- クライ (マイケル・ジャクソンの曲) - この曲はモルドバ、ポーランドで1位を獲得した実績を持つ
- グランドスラム・パリ2012 - 2012年に開催された柔道の国際大会。モルドバがこの大会に参加している
- 黒いスーツを着た男 - 2012年に製作されたサスペンス映画。フランスとの合作映画としても知られている
- 経済相互援助会議 - 前身のソ連共和国時代に所属・加盟していた状態であった。
- 恋のマイアヒ - O-Zoneの楽曲
- 国際標準化機構 - 非政府組織の一. 略称『ISO』。 国際的な標準である国際規格を策定しており、モルドバもこの規格に登録されている
- 国際バレーボール連盟
- 国際連合
  - 国際連合欧州経済委員会
  - 国際連合加盟国
- 黒海
- 黒海経済協力機構
- 黒海ドイツ人
- コズミン森の戦い - 前身の一つであるモルダヴィア公国が、自国の支配主であるオスマン帝国に対して戦いを仕掛けようとしたポーランド王国と行なった戦争である
- コマロフ文化

## さ行
- 在モルドバ共和国沿ドニエストル地域ロシア軍作戦集団
- サッカーガガウズ代表
- サッカーモルドバ代表
- サッカーモルドバ女子代表
- 三色旗 - 同国の国旗はこの類に該当する
- シグランツァ - ルーマニア王国時代に存在していた諜報機関で秘密警察でもあった
- 自治行政区画
- シュトルーヴェの測地弧 - 世界遺産の一つで、同国の地域の一部であるルディにこの測地点が存在する
- ジュニア・ユーロビジョン・ソング・コンテスト2010
- ジュニア・ユーロビジョン・ソング・コンテスト2011
- ジュニア・ユーロビジョン・ソング・コンテスト2012
- 親露
- スタディオヌル・ジンブル
- スペクトル (2016年の映画) - 作品の舞台背景の一部にモルドバが登場している
- 世界銀行
- 世界選手権自転車競技大会ロードレース1995
- 世界貿易機関
- セロ - かつてソビエト連邦を構成していた国の一部に見られる行政区画。モルドバの場合は住民拠点（集落や街区）の1種として扱われている
- ソビエト連邦 - 前身の国家であるモルダビア・ソビエト社会主義共和国はこの連邦の構成国であった。略称『ソ連』
  - ソビエト連邦の歴史
  - ソビエト連邦によるベッサラビアと北ブコヴィナの占領（英語版、フランス語版、ロシア語版）
  - ソビエト連邦によるベッサラビアと北ブコヴィナからの追放（英語版）
  - ソビエト連邦によるベッサラビアと北部ブコヴィナの宗教的迫害（英語版）
  - ソビエト連邦の崩壊
- ソビエト連邦による犠牲者への追悼記念碑（英語版） - 首都キシナウに設けられた石碑

## た行
- 第86回アカデミー賞外国語映画賞出品作一覧
- 第一次世界大戦
- 第二次世界大戦
  - 第二次世界大戦におけるモルドバ（ロシア語版）
- ダキア
- ダキア人
  - ダキア語
- ダチア (自動車) - ルーマニアの自動車メーカー
- ダチア・ロガン - ダチア社が製造する小型自動車。現在、東欧諸国や西欧諸国へ輸出されている他に世界各国に設けられた同社工場で現地生産されている
- タラス・シェフチェンコ像 - ウクライナの歴史的詩人であるタラス・シェフチェンコを記念して設けられている像。この像はウクライナ以外のNIS諸国ならび世界各国にも建立されている
- 地域協力会議
- チヴェルツィ族
- チェルニャコヴォ文化 - かつて存在していた文化の一つ。2世紀から5世紀にかけて黒海の北西一帯（現在のウクライナ、モルドバ、ルーマニア、ポーランド南部）にかけて広がっていた
- 中欧自由貿易協定
- チュマク - かつて存在していた商人のカテゴリーの一. 主に近代ウクライナ領内で活動していた。
- チョルバ - スープ・シチューの一種。東ヨーロッパ、中央アジア、中東、南アジア地域で食される
- ツィンバロム - 伝統楽器の一.
- ディヴィジア・ナツィオナラ
  - ディヴィジア・ナツィオナラ2015-2016
  - ディヴィジア・ナツィオナラ2016-2017
  - ディヴィジア・ナツィオナラ2017
- ティリンカ - 伝統楽器の一.
- 鉄道国際協力機構
- 同君連合 - 同国の歴史において深く関わっている。同国の前身となる国家や地域において展開されていた
- 東経30度線
- 東南ヨーロッパ
- 東方典礼カトリック教会
- 東方パートナーシップ
- 独立記念日 (モルドバ)（英語版、ルーマニア語版）
- 独立国家共同体
- ドナウ川
- ドニエストル川
- ドニエストル潟（英語版）
- トランスニストリア戦争
- トルコ - モルドバと歴史的な関係を持つ国の一つとなっている
- トロリーバス - 首都キシナウに存在し、現在も運行されている

## な行
- 南東欧安定化協定
- 南東欧協力イニシアティヴ
- 南東欧協力プロセス
- 日本ユーラシア協会
- ノヴォロシア人民共和国連邦

## は行
- ハード・ソルジャー:炎の奪還（英語版） - 映画作品の一．原題は「6 Bullets」。作中にモルドバが背景の一つとして登場する
- パリ条約 (1920年)
- バレーボールモルドバ男子代表
- 反露
- 東ヨーロッパ
- 東ヨーロッパ時間
- 東ヨーロッパ諸国のサッカー選手一覧
- 東ヨーロッパ平原
- ヴァルナ十字軍
- ヴァルナの戦い
- フクドジョウ - タニノボリ科の魚の一種で、ユーラシア各域の河川に分布している
- ブコビナ
- プーシキン通り (キシナウ)
- ブジャク - ベッサラビアの一部であった土地ならび歴史的地名。現在はウクライナ・オデッサ州の一部として機能している
- フランコフォニー国際機関 - モルドバは中東欧の内の1ヶ国として参加している
- プルト川
  - プルート川の戦い
  - プルト条約
- フルィエ（ルーマニア語版、ロシア語版、ドイツ語版） - ルーマニアとモルドバの民俗楽器の一つ。元々はフルートを意味する
- ブロドニキ
- ベイルート港爆発事故 - レバノンの首都ベイルートで発生した事故。この出来事の遠因にモルドバが関わっている
- 平和のためのパートナーシップ
- ベッサラビア - 同国の国土の半分を占める。歴史的地名としても認知されている
  - ベッサラビア県 - モルドバの前身の一つであり帝政ロシアの一部でもあった。帝政ロシア時代の行政区画では大きな県として扱われていた
  - ベッサラビア・ソビエト社会主義共和国（ルーマニア語版、英語版、ロシア語版） - かつて存在していた政権国家の一つで、第一次世界大戦の余波によって短期間存在していた
  - ベッサラビア・ドイツ人（英語版）(Bessarabian German)
  - ルーマニア・ソビエト連邦関係におけるベッサラビア（英語版）
- ベッサラビア (新聞)（英語版） - かつて出版されていたルーマニア語の新聞の一つで、ルーマニア語キリル文字が用いられていた。この新聞はベッサラビア県にて1906年～1907年にかけて発行された
- ベルラドニキ
- ホラ - バルカン半島地域由来の輪舞の一種で、同半島以外の国々でも見受けられる
- ポントス・カスピ海草原 - 同国のエコリージョンのエリアの一．

## ま行
- マイレージサービス一覧
- 民主主義と民族の権利のための共同体 - 沿ドニエストル共和国が加盟している共同体
- モルダヴィア
  - モルダヴィア／モルドバの名の由来（英語版）
- モルダヴィア民主共和国
- モルダヴィア自治ソビエト社会主義共和国
- モルダビア・ソビエト社会主義共和国
  - モルダビア・ソビエト社会主義共和国の国歌
- モルドバ・ウクライナ間の領土交換（ルーマニア語版）
- モルドバ・ウクライナ国境監視ミッション（英語版）
- モルドバ・欧州連合間における連合協定（ルーマニア語版、英語版）
- モルドバ共和国議会
- モルドバ共産主義独裁研究委員会（英語版）
- モルドバ共和国憲法（英語版）
- モルドバ共和国憲法裁判所（ルーマニア語版、ロシア語版、英語版）
- モルドバ共和国財務省（ルーマニア語版、英語版）
- モルドバ共和国独立宣言（ルーマニア語版、英語版）
- モルドバ軍
  - モルドバ空軍
  - モルドバ陸軍（英語版）
- モルドバ警察総監（英語版）
- モルドバ航空
- モルドバ国鉄
- モルドバ国立銀行（英語版）
- モルドバ国立オペラ・バレエ劇場（英語版、ロシア語版）
- モルドバ国立歴史博物館（ルーマニア語版、英語版）
- モルドバ国境警察（ルーマニア語版、英語版）
- モルドバサッカー連盟
- モルドバ作家連合（ルーマニア語版、英語版、ロシア語版）
- モルドバ・ジャーナリスト連合（ルーマニア語版、英語版）
- モルドバ情報・保安庁
- モルドバ人
  - モルドバ人の一覧
- モルドバとNATOの対外関係（英語版）
  - モルドバ・北大西洋条約機構／情報・文書センター（ルーマニア語版）
- モルドバと沿ドニエストル共和国の関係（英語版）
- モルドバとウクライナの関係（ルーマニア語版、英語版）
  - モルドバとウクライナの国境（ルーマニア語版、英語版）
- モルドバとルーマニアの関係（ルーマニア語版、英語版）
- モルドバ内務省（ルーマニア語版、英語版）
- モルドバにおけるテレビ局（ロシア語版）
  - モルドバのテレビ局一覧（ルーマニア語版、英語版）
- モルドバのイスラム教
- モルドバの銀行の一覧（英語版）
- モルドバの空港の一覧
- モルドバの言語・民族性問題
  - モルドバ語／複数中心地言語
  - モルドバ語アルファベット（ロシア語版）
  - モルドバ語キリル文字（英語版）
- モルドバの国章
- モルドバの国歌
- モルドバの国旗
- モルドバのサッカー（英語版、ロシア語版）
  - モルドバのサッカーチームの一覧（ルーマニア語版、英語版）
- モルドバの首相
- モルドバのスポーツ（英語版）
- モルドバの政党
  - モルドバ共和国共産党
    - モルドバ共産党 (2011年)

  - モルドバ共和党（ルーマニア語版、英語版）
  - ベッサラビア農民党（英語版）
  - モルドバ農業党（英語版）
- モルドバの世界遺産
  - シュトルーヴェの測地弧
- モルドバの大学一覧（ルーマニア語版、英語版）
- モルドバの大統領
- モルドバの地方行政区画
- モルドバの都市の一覧
- モルドバのユーロビジョン・ソング・コンテスト
- モルドバ暴動
- モルドバ名誉勲章（ルーマニア語版、英語版）
- モルドバ・レウ
- モルドバワイン - モルドバで醸造されるワイン。他国のワイン同様に長い歴史があり、銘柄が豊富であることでも知られている

## や行
- ヤッシー＝キシナウ攻勢
  - 第一次ヤッシー＝キシナウ攻防戦
  - ヤッシーの講和
- ユーラシア
- ユーラシア関税同盟
- ユーラシア経済共同体 - 同国がかつてオブザーバーとして加盟していた
- ユーラシア経済連合 - 上の経済共同体を前身とする地域経済同盟。同国は前身に引き続きオブザーバーとして加盟
- ユーロ・ノヴァ・メディアグループ（英語版） - 同国の企業の一つで、メディア企業グループである
- ユーロビジョン・ソング・コンテスト2005
- ユーロビジョン・ソング・コンテスト2007
- ユーロビジョン・ソング・コンテスト2009
- ユーロビジョン・ソング・コンテスト2011
- ユーロビジョン・ソング・コンテスト2012
- ユーロビジョン・ソング・コンテスト2013
- ヨーロッパ U-12 野球選手権大会
- ヨーロッパオリンピック委員会 - モルドバが加盟している組織の一. 加盟国コードはMDAである
- ヨーロッパ通常戦力条約 - 核兵器以外の通常戦力の削減について欧州各国が締結した条約であり、第二次世界大戦後初の通常戦力削減に関する軍縮条約としても知られている。通称「CFE条約」
- ヨーロッパの武術一覧

## ら行
- ライア（ルーマニア語版） - モルダビア公国時代に用いられていた行政単位。オスマン帝国により定められたものであった　→ ラヤ（英語版、ルーマニア語版）も参照
- ラジオ・ノーロック（ルーマニア語版、英語版） - モルドバ国内のラジオ放送局
- ラテン文字
  - ラテン文字一覧
  - ラテン文字化 - 同国はソ連崩壊後、ラテン文字を主体とした言語の表記に切り替えている
  - Ș
- ラヨン - 行政区画の一. かつてソビエト連邦を構成していた国などに見られる
- ルーマニア - 隣国。モルドバは民族ならび歴史上、ルーマニアとの接点が強く深い
  - ルーマニア王国 - 過去に存在していた国家の一つであり、モルドバの前身ともなっている
  - ルーマニア公国 - 同国名の王国の前身で、ワラキア公国とモルダヴィア公国が合併して成立した
  - 大ルーマニア
- ルーマニア語
  - ルーマニア語アルファベット
  - ルーマニア語版ウィキペディア
  - ルーマニア語の点字
  - ルーマニア語を公用語としている国の一覧
- ルーマニア人
  - ルーマニア人の一覧
- ルーマニア・モルドバ統一運動
- ルディ (モルドバ)（ルーマニア語版、英語版） - 同国の地域の一．この地域にはシュトルーヴェの測地弧を構成する測地点が設けられている
- レウ - 通貨の一. モルドバとルーマニアで使用されている。
- ロシア帝国 - かつて存在していた国家の一つ。モルドバの歴史に深く関わっている
- ロシア連邦 - ソ連の構成共和国の一国であった時代を持つ事からモルドバとは密接しており、歴史上での接点がルーマニアに次いで長い
  - ロシア語 - 主に沿ドニエストル共和国で用いられている
  - ロシア語圏
- ロマンス諸語
  - 東ロマンス語

## わ行
- ワルシャワ条約機構 - 冷戦期に前身であるモルダビア・ソビエト社会主義共和国（ソ連）が加盟していた
  - ワルシャワ条約 (1955年)

## 数字
- 1980年モスクワオリンピックのソビエト連邦選手団
- 1988年ソウルオリンピックのソビエト連邦選手団
- 1992年バルセロナオリンピックのEUN選手団
- 1996年アトランタオリンピックのレスリング競技
- 2000年シドニーオリンピックの射撃競技
- 2000年シドニーオリンピックのボクシング競技
- 2008年北京オリンピックのボクシング競技
- 2014年ソチオリンピックのモルドバ選手団
- 2016年リオデジャネイロオリンピックのカヌー競技
- 2018年平昌オリンピック
  - 2018年平昌オリンピックの開会式

- 2010 FIFAワールドカップ・ヨーロッパ予選
- 2014 FIFAワールドカップ・ヨーロッパ予選グループH
- 2018 FIFAワールドカップ・ヨーロッパ予選

- 1992年のバレーボール
- 1994年レスリング世界選手権
- 1999年世界柔道選手権大会
- 2013年夏季ユニバーシアードにおけるボクシング競技

- 1998年モルドバ議会選挙（英語版）
- 2001年モルドバ議会選挙（英語版）

- 2013年「プロヨーロッパ」デモンストレーション (モルドバ)（英語版）

- 2017年ヴァラン・インターナショナルAn-26墜落事故